# E2F
E2F es un grupo de genes que codifican proteínas de una familia de factores de transcripción en organismos eucariotas. Todas estas proteínas están involucradas en la regulación del ciclo celular y la síntesis de ADN en células de mamíferos. Algunos miembros de esta familia son E2F1, E2F2 y E2F6.

## Función
Los factores de transcripción de la familia E2F regulan la expresión de genes necesarios para entrar en la fase S del ciclo celular y el paso de su punto de control. Para unirse al ADN, estos necesitan formar un dímero con la proteína DP1 o DP2. Hay miembros activadores y represores de la transcripción, los cuales pertenecen una familia de factores conservados.
La unión de la proteína pRB (proteína Retinoblastoma) a los E2F activadores, impide la transcripción de sus genes diana. La transcripción de la proteína Cdk2 y la ciclina E (necesarios para el progreso de G1 a S) también es estimulada por los factores E2F. Los complejos formados por ciclina D y Cdk4 o Cdk6 tienen que fosforilar la proteína pRB para la liberación del E2f.